# 88-й отдельный лыжный батальон
88-й отдельный лыжный батальон — воинская часть вооружённых сил СССР в Великой Отечественной войне.

## История
Батальон сформирован в Архангельском военном округе в Архангельске в ноябре 1941 года.
В действующей армии с 15 декабря 1941 по 19 апреля 1942 года.
По поступлению в армию в конце Тихвинской операции был придан 92-й стрелковой дивизии. 24 декабря 1941 года дивизии была поставлена задача выйти в район Курникова Острова, имея передовой отряд в Деделево. Лыжному батальону была поставлена самостоятельная задача: обходя вражеские опорные пункты и не ввязываясь в бой, продвинуться на 30 километров и занять станцию Померанье.
27 декабря 1941 года батальон вместе с батальоном 203-м стрелковым полком был отряжён для захвата перекрёстка железной дороги и шоссе к Курникову Острову. Действуя между Лезно и Водосье, 28 декабря 1941 года батальоны захватили этот перекрёсток. Уже в начале января 1942 года в батальоне осталось 45 человек, которые были влиты в сводный отряд 92-й стрелковой дивизии.
Официально расформирован 19 апреля 1942 года.

## Подчинение
| Дата            | Фронт (округ)    | Армия     | Корпус | Примечания |
| --------------- | ---------------- | --------- | ------ | ---------- |
| 01.01.1942 года | Волховский фронт | 4-я армия | -      | -          |
| 01.02.1942 года | Волховский фронт | 4-я армия | -      | -          |
| 01.03.1942 года | Волховский фронт | 4-я армия | -      | -          |
| 01.04.1942 года | Волховский фронт | 4-я армия | -      | -          |

## Командиры
- старший лейтенант И. И. Вирко